# A köd (film, 2007)
A köd (eredeti cím: The Mist) egy 2007-es amerikai sci-fi horrorfilm, amely Stephen King azonos című, 1980-as novelláján alapul. A filmet Frank Darabont írta, rendezte és társproducere is volt. Darabont már az 1980-as évek óta tervezte King novellájának filmvászonra adaptálását. A filmben olyan színészek játszanak, mint Thomas Jane, Marcia Gay Harden, Laurie Holden, Toby Jones, Andre Braugher és William Sadler.

## Cselekmény
|  | Alább a cselekmény részletei következnek! |

Az amerikai Maine államban található Castle Rock kisváros közelében egy vihar során David Drayton művész családjának csónakházát kidőlt fák rongálják meg. David a fiával, Billyvel és a szomszédjával, Brent Nortonnal a városba hajt, hogy bevásároljon a helyi szupermarketben.
A környéken áthatolhatatlan köd terjeng. Mint kiderül, ez a köd baljós lényeknek ad otthont, amelyek megtámadják és megölik az embereket. Egy csapat ember a szupermarketben húzza meg magát, köztük Brent, David és a fia, Billy.
A vallási fanatikus Carmody asszony egyes  túlélőket meggyőz, hogy a köd Isten büntetése - a bibliai tíz csapáshoz hasonlóan -, és csak az emberáldozat hozhat megváltást. A túlélők ezután két csoportra oszlanak, amelyek Carmody asszony és David köré gyűlnek. Jessup, a közeli katonai bázison állomásozó helyi katona bevallja, hogy a köd a hadsereg "Nyílhegy-projektjének" eredménye, amelynek során egy másik dimenzióba vezető kapu nyílt meg, és az idegen lények véletlenül a mi világunkba kerültek. Jessupot Carmody asszony bűnösnek találja, és követői először késsel támadnak rá, majd élve kidobják a szupermarket elé. Ott az egyik szörny megragadja őt, és eltűnik a ködben.
Amikor Carmody megpróbálja feláldozni David fiát, Ollie, a szupermarket alkalmazottja lelövi. Davidnek sikerül elérnie a szupermarket parkolójában álló autóját a fiával és három másik túlélővel. Először hazahajt, ahol rájön, hogy a felesége már halott. Ekkor úgy döntenek, hogy délre hajtanak, hogy elmeneküljenek a köd elől. Még akkor sem látják a köd végét, amikor elfogy a benzinjük. A négy felnőtt túlélő öngyilkosságon gondolkodik, hogy ne váljanak a lények áldozatává. Davidnek azonban már csak négy töltény maradt a revolverében, de öt ember van. Lelövi a három felnőttet és a saját fiát, akinek korábban megígérte, hogy a szörnyek soha nem kapják el.
Végül David kiszáll a kocsiból, és ordít a lényekre és felkészül a halálra. Ezután egy tank lassan láthatóvá válik a ködben, ami mögött egy hosszú hadoszlopot van. A köd lassan elvonul, a katonák evakuálják a túlélőket, és lángszórókkal támadnak a szörnyekre és szaporodóhelyeikre. David rádöbben, hogy lelőtte a fiát és a többieket, pedig közeledett a segítség, és sikoltozva összeesik.
|  | Itt a vége a cselekmény részletezésének! |

## Szereplők
| Színész            | Szerep             | Magyar hang     |
| ------------------ | ------------------ | --------------- |
| Thomas Jane        | David Drayton      | Forgács Péter   |
| Laurie Holden      | Amanda Dunfrey     | Orosz Helga     |
| Marcia Gay Harden  | Mrs. Carmody       | Andresz Kati    |
| Andre Braugher     | Brent Norton       | Varga Rókus     |
| Toby Jones         | Ollie Weeks        | Forgács Gábor   |
| William Sadler     | Jim                | Reviczky Gábor  |
| Frances Sternhagen | Mrs. Irene Reppler | Kassai Ilona    |
| Alexa Davalos      | Sally              | Zsigmond Tamara |
| Chris Owen         | Norm               | Előd Botond     |

## Forgatás
A forgatás 2007 februárjában kezdődött. A filmet kizárólag a Louisiana állambeli Shreveportban forgatták. A gyártási költségeket mintegy 18 millió dollárra becsülték.

## Kritikai visszhang
A köd kritikai fogadtatása jónak mondható, a kritikusok 73%-a dicsérte. A Rotten Tomatoes oldalán összegyűjtött 151 kritikából, 110 pozitívan, 41 negatívan értékelte a filmet.

## Bevétel
A filmet 2007. november 21-én mutatták be az észak-amerikai mozik. Nyitóhétvégéjén csupán a kilencedik helyen végzett, és alul maradt a több debütáló (Bűbáj, Családi karácsony, Hitman – A bérgyilkos, A szeretet szimfóniája), és több  régebb óta vetített filmmel (Beowulf – Legendák lovagja, Mézengúz, Télbratyó, Amerikai gengszter) szemben.  
A film 18 millió dolláros költségvetésből készült és 25 594 957 dollárt hozott az Egyesült Államokban és Kanadában, nemzetközi szinten pedig 31 875 263 dollárt keresett, ami világszerte 57 470 220 dolláros összbevételt jelentett.

## Fordítás
- Ez a szócikk részben vagy egészben  a   The Mist (film) című angol Wikipédia-szócikk fordításán alapul.  Az eredeti cikk szerkesztőit annak laptörténete sorolja fel. Ez a jelzés csupán a megfogalmazás eredetét és a szerzői jogokat jelzi, nem szolgál a cikkben szereplő információk forrásmegjelöléseként.